# Mineja

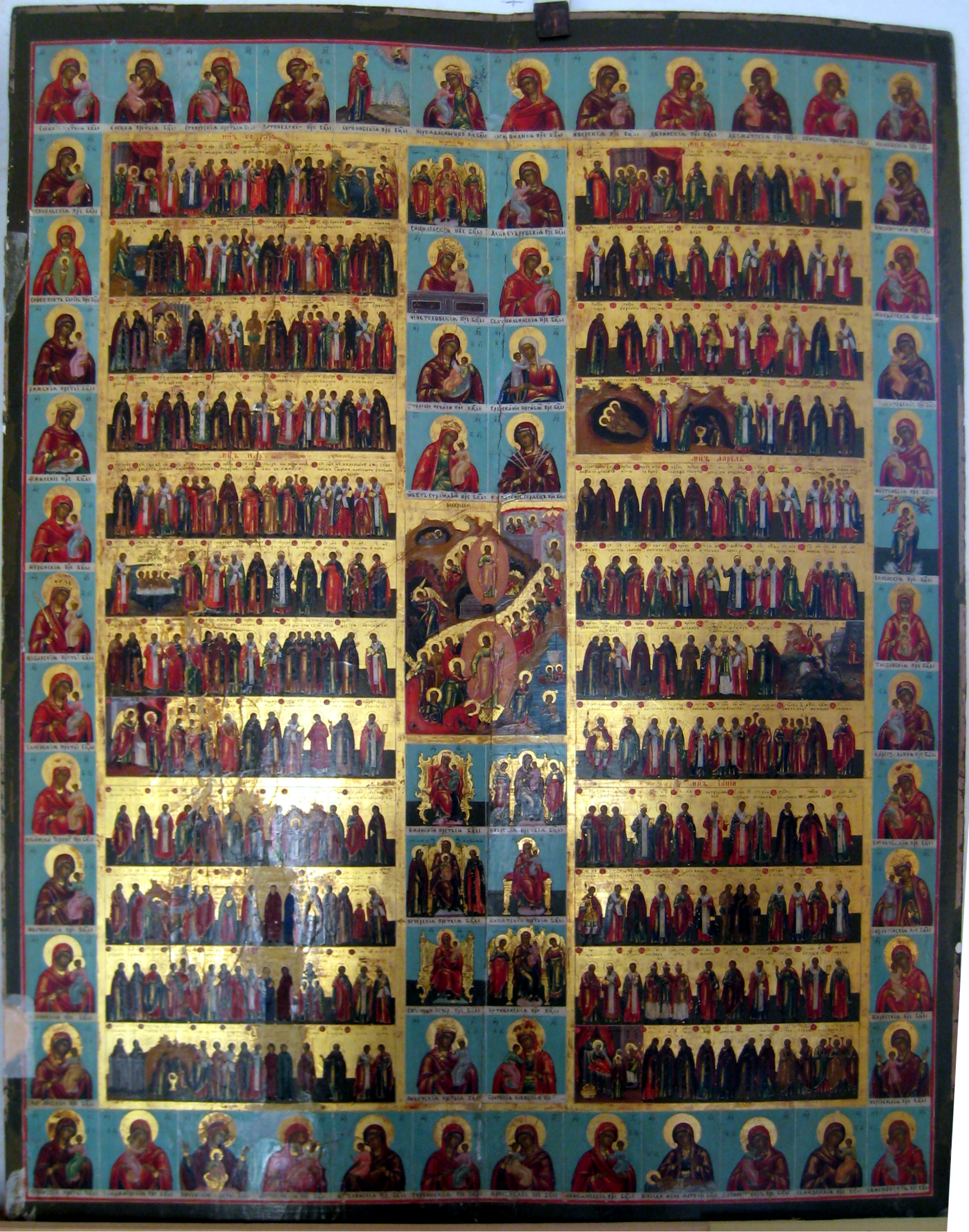
Ruska ikona z mineją (ros: минея)

Mineja lub Minija (gr. menaion, „miesiąc”; cs. minieja) – zbiór tekstów liturgicznych, uporządkowanych według kolejnych dni prawosławnego kalendarza liturgicznego (od 1 września do 31 sierpnia).
Wyróżnia się trzy typy Minei:
1. Mineja Miesięczna (cs. Minieja Miesiacznaja) liczy 12 tomów, odpowiadających 12 miesiącom kalendarza liturgicznego. Poszczególne tomy zawierają modlitwy i teksty liturgiczne, ułożone według kolejnych dni miesiąca. Na każdy dzień przeznaczony jest inny zestaw modlitw i czytań poświęconych konkretnemu świętemu, patronowi danego dnia.
2. Mineja Ogólna (cs. Minieja Obszczaja) jest skróconą wersją, a zarazem dopełnieniem Minei Miesięcznej. Księga mieści w sobie zbiory modlitw, hymnów i czytań poświęconych nie jednemu, a całym grupom świętych, np. apostołom. Używana jest najczęściej w cerkwiach, którym patronują święci nie wyróżnieni w Minei Miesięcznej.
3. Mineja Świąteczna lub Kwiecista (cs. Minieja Prazdnicznaja, Minieja Cwietnaja - od gr. anfologion, „zbiór kwiatów”) podobnie, jak Mineja Ogólna, zawiera modlitwy wybrane z Minei Miesięcznej. Są to teksty liturgiczne przeznaczone na czytania w czasie ważniejszych świąt ku czci Chrystusa, Matki Boskiej i szczególnie czczonych świętych. Mineja Świąteczna używana jest w cerkwiach, w których nie korzysta się z Minei Miesięcznej. W takiej sytuacji, wraz z Mineją Ogólną, całkowicie zastępuje ona Mineję Miesięczną. Często teksty obu Minei umieszczane są w jednej księdze.

Oprócz Minei używanej w liturgii, w prawosławiu wyróżnia się Mineje Czytane (cs. czetji miniei). Są to zbiory żywotów świętych, hymnów, modlitw i kanonów, ułożone na każdy dzień kalendarza liturgicznego, przeznaczone do domowej lektury.